# كنيسة القديس غريغوريوس المنور (نوفوروسياسك)
كنيسة القديس غريغوريوس المُنوّر (بالأرمنية: Սուրբ Գրիգոր Լուսավորիչ եկեղեցի)، تعتبر أكبر كاتدرائية تابعة للكنيسة الرسولية الأرمنية في العالم. تقع في نوفوروسياسك، كراسنودار كراي، في روسيا.

## تاريخ
بدأ بناء الكنيسة سنة 2001 بمناسبة الذكرى الـ 1700 لاعتناق أرمينيا المسيحية دينا رسميا للدولة والتي تم سنة 301 للميلاد، حيث حضر الافتتاح وقتها البابا الراحل يوحنا بولس الثاني في حدث نقلته كبرى محطات التلفزة العالمية.
وتمّ بناء الكنيسة بالكامل بحلول نهاية عام 2008.